# Etrumeus teres
Espèce
Etrumeus teres est une espèce de poissons de la famille des Clupeidae.
Le Sultanat d'Oman lui a dédié un timbre, émis en 1999 pour envoyer les lettres.